# NK Croatia Pojatno
NK Croatia je nogometni klub iz mjesta Pojatno. Klub je osnovan 1978. godine.

## Igralište
Klub svoje domaće utakmice igra na igralištu u Pojatnom. U sklopu navedenog igrališta nalazi se glavni teren, pomoćni teren i klupske prostorije sa svlačionicama.

## Razred natjecanja
U sezoni 2016./2017. klub se natječe u 2. županijskoj nogometnoj ligi - zapad, Zagrebačke županije.

## Galerija
- Igralište NK Croatije Pojatno